# Ulricehamns sanatorium

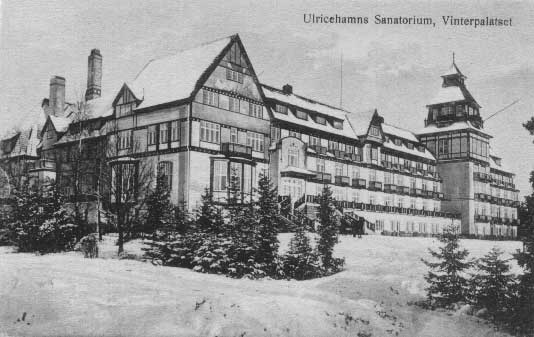
Vintersanatoriet

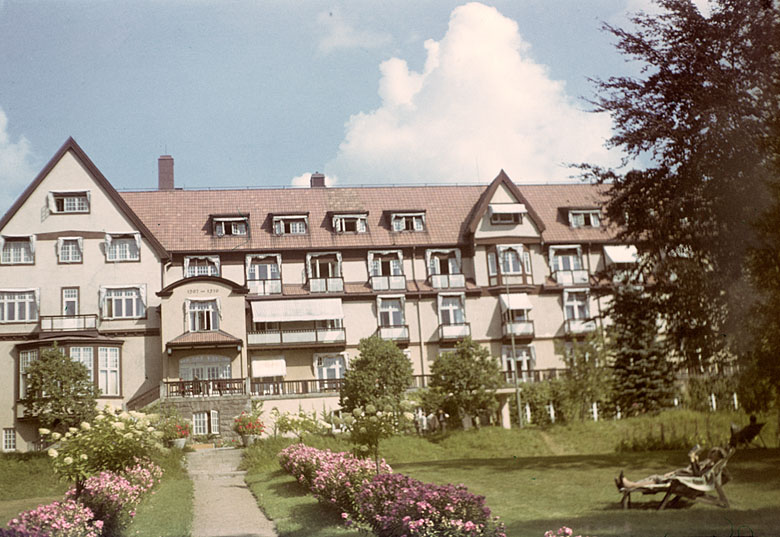
1947

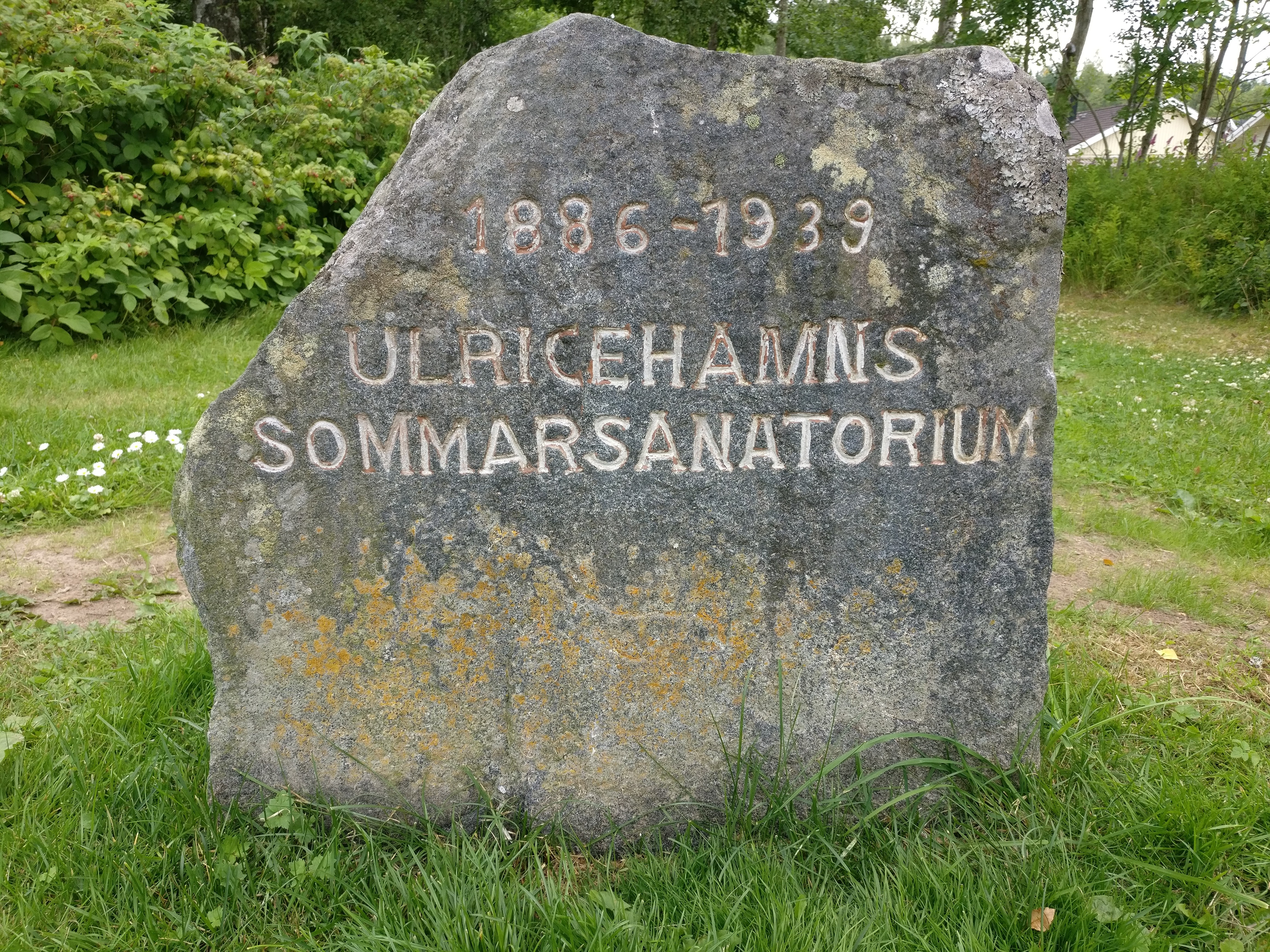
Minnessten över Ulricehamns sommarsanatorium, i juli 2017

Ulricehamns sanatorium (från 1955 Ulricehamns kurhotell), var ett (numera rivet) sanatorium vilket var beläget 305 m ö.h. omkring 2 km öster om staden Ulricehamn.
Sanatoriet började sin verksamhet 19 juni 1886 under blygsamma förhållanden. Anläggningen var från början avsedd att användas uteslutande som sommarkurort, ombildades 1890 till ett fullt modernt lungsotssanatorium, vilket dock nedlades efter några år. År 1894 inträdde ett nytt skede då man övergick till att i huvudsak behandla nervsjukdomar. Det visade sig vara ett riktigt grepp för anstaltens utveckling, och redan 1900 kunde förslaget upptas att hålla sanatoriet öppet även under vintern. År 1907 konstituerades AB Ulricehamns sanatorium och badanstalt, som inlöste den gamla sanatorieanläggningen och 1907-10 uppförde det s.k. Vintersanatoriet vilket ritades av Victor Fagerström och Axel Viktor Forsberg. Vid anstalten behandlades alla former av invärtessjukdomar, däremot inte sinnessjukdomar eller öppen tuberkulos. År 1909 byggdes även en spårvägslinje mellan Ulricehamns järnvägsstation och sanatoriet, men någon trafik på denna kom aldrig att startas. 
Bland de prominenta personer, vilka varit gäster på sanatoriet märks prins Carl, prinsessan Ingeborg, prinsessan Märtha, Verner von Heidenstam, Alexandra Kollontaj, Selma Lagerlöf, Gustaf Mannerheim, Ernst Rolf och Clark Olofsson. Kurhotellet, som uppgavs vara norra Europas största träbyggnad, stängdes 1976 och revs 1981 efter att dess framtid varit föremål för en intensiv debatt.